# 奥克塔伊·乌尔卡尔
奥克塔伊·乌尔卡尔（土耳其語：Oktay Urkal，1970年1月15日—），德国男子拳击运动员。他曾代表德国参加1996年夏季奥林匹克运动会拳击比赛，获得男子63.5公斤级银牌。